# McWhinnie Peak
Der McWhinnie Peak ist ein Berg im ostantarktischen Viktorialand. In der Saint Johns Range ragt er 3 km nordöstlich des Mount Harker auf. 
Das Advisory Committee on Antarctic Names benannte ihn 1976 nach der US-amerikanischen Biologin Mary Alice McWhinnie (1922–1980), die zwischen 1962 und 1972 an mehreren Antarktisfahrten des Eisbrechers USNS Eltanin teilgenommen hatte und im antarktischen Winter 1974 auf der McMurdo-Station tätig war.